# Amalie Have
 Ikke at forveksle med Amaliehaven.
Amalie Have (født 12. maj 1995) er en dansk aktivist og projektmager, der især centrerer sig om pigers og kvinders rettigheder – med fokus på samtykke og voldtægtskultur. Derudover arbejder Amalie Have også med tematikker som slut-shaming, victim-blaming, magtkritik, normkritik og seksualitet.
På en tur til Costa Rica i slutningen af 2014 blev Have efter eget udsagn voldtaget; manden, som blev tiltalt for voldtægt, blev dog frikendt. Videoovervågning blev brugt som bevismateriale i retten.
"The Green Dress" havde til formål at skabe bevidsthed om victim-blaming, og projektet gik viralt og blev vist på mange internationale platforme, heriblandt Upworthy.[kilde mangler] Amalie Have er skaberen af kortfilmen The Face of a Survivor, en kortfilm, som undersøger voldtægtskultur i Danmark, med fokus på at nedbryde stereotyper, både når det kommer til voldtægtspersoner og -ofre.

## Kontroverser

### Den Korte Radioavis
Amalie Have kritiserede bandet Lukas Graham på de sociale medier, fordi de ville udgive en coverversion af sangen "Sad" af rapperen XXXTentacion, der er blevet anklaget for vold mod kvinder. Efter Amalie Have opfordrede sine følgere til at stille spørgsmål ved covernummeret pga. dette, trak bandet nummeret tilbage. Derpå valgte Radio24syvs satireprogram Den Korte Radioavis at kritisere denne aktion. I programmet bliver der påpeget, at Amalie Have selv har lagt en Spotify-playlist ud i de sociale medier, hvor hun hører kunstnere, som er blevet anklaget for mord og vold. Den internationale NGO Amnesty International, som Have er en del af en kampagne mod voldtægter for, vil efter Den Korte Radioavis' kritik have Radio24syv til at trække satire tilbage. Efterfølgende har Amnesty International erkendt, at de skulle have grebet sagen anderledes an.